# 细锐果鸢尾
细锐果鸢尾（学名：Iris goniocarpa var. tenella）为鸢尾科鸢尾属下的一个变种。

## 扩展阅读
- 維基物種上的相關：细锐果鸢尾